# ネンスリンゲン
ネンスリンゲン（ドイツ語: Nennslingen）は、ドイツ連邦共和国バイエルン州ミッテルフランケン行政管区のヴァイセンブルク＝グンツェンハウゼン郡に属す市場町である。この町はネンスリンゲン行政共同体の本部所在地である。

## 地理

### 位置
この市場町は西ミッテルフランケン地方、郡庁所在地ヴァイセンブルク・イン・バイエルンから東に約 13 km の郡北東部に位置している。この町は、中低山地フレンキシェ・アルプの一部であるヴァイセンブルガー・アルプの高台にあり、開けた地形の土地である。ブーブルク地区の北東に、ヴァイセンブルク＝グンツェンハウゼン郡の東端がある。北東はロート郡との、南東はオーバーバイエルン行政管区アイヒシュテット郡との郡境が通っている。町域は海抜約 490 m から 576.3 m（ケッセルベルク）に位置している。アンラウター川が首邑を含む谷を流れている。町内からヒルシュグラーベン川とエルレンバッハ川が湧出している。
ネンスリンゲン地区は、高度海抜 523 m に位置しており、アンラウター川によって東西に分けられている。この地区の北端にシュヴァーベン池がある。ネンスリンゲンの北側はエルレンバッハの湿地である。ヴァイセンブルク方面へ向かう州道2227号線と郡道 WUG 14号線がネンスリンゲンを通っている。

### 自治体の構成
この町は8つのゲマインデタイル（小地区）からなる。
| - ビーブルク - ゲルスドルフ - コールミューレ - ネンスリンゲン | - パンツァーミューレ - シュヴァーベンミューレ - シュタインミューレ - ヴェンゲン |

ヴァルトミューレ住宅地とカッペルホーフ住宅地は公的なゲマインデタイルではない。
ゲマルクング（伝統的な地籍区分）は、ブーブルク、ゲルスドルフ、ヴェンゲンである。

## 歴史

### 自治体の成立まで
この集落の起源は、400年から450年頃の ジュトノジ族による。最初の文献記録は914年である。アイヒシュテット司教グンデカール2世の下、11世紀に教会が完成した。その後継の教会堂であるマリエン教会は中世に建設され、宗教改革後も巡礼地として遺った。その聖像は「マリアの救済」像であった。この像は宗教改革以降、脇祭壇の閉ざされた箱に納められ、バイエルン時代の1811年に公的な競売によってライテンブーフの教区教会に移された。
この地域の支配権はアンスバッハ辺境伯とシェンク・フォン・ガイエルン家によって分割されていた。プロイセン王国のアンスバッハ侯領に対する権利は、1806年のライン同盟の影響で交換によりバイエルン王国のものとなった。シェンク・フォン・ガイエルン家のネンスリンゲンに対する領主権は、同じ1806年に陪臣化された。
シェンク・フォン・ガイエルン家は13世紀にネンスリンゲンを中心とした独自の支配地域を建設しようと試みた。ネンスリンゲンは1539年に市場町に昇格した。1582年8月27日、皇帝ルドルフ2世によってこの町に紋章が授けられた。この授与証は現在も町が所有している。1562年に地元貴族のコンラート・フォン・エーエンハイムがこの町に宗教改革をもたらした。三十年戦争でこの町は、ほぼ完全に無人となった。1640年にオーストリアからの亡命者がここに定住した。1805年から1815年の戦費のために19世紀初めのネンスリンゲンは貧しくなった。バイエルンの行政改革に伴う1818年の自治体令によって当時の自治体が成立した。

### 20世紀
1954年に水道が建設された。1957年/1958年にカトリックのマリエ・ナーメン教会が建設された（1960年からプフラウンフェルトの支教会）。これは、第二次世界大戦後、故郷を逐われた人々によってカトリック信者の人口が大きく増加したためであった。1960年から1966年に耕地整理が行われた。ネンスリンゲンは1978年にネンスリンゲン行政共同体の本部所在地となった。

### 町村合併
市町村再編に伴い、1978年5月1日にネンスリンゲン、ビーブルク、ゲルスドルフ、ヴェンゲンが合併して、市場町ネンスリンゲンに統合された。

## 住民

### 人口推移
自治体ネンスリンゲン
- 1961年: 1410人[7]
- 1970年: 1467人[6]
- 1987年: 1294人[8]
- 1991年: 1464人
- 1995年: 1467人
- 2000年: 1483人
- 2005年: 1405人
- 2010年: 1360人
- 2015年: 1385人

ネンスリンゲン集落
- 1861年: 653人、172軒の建物[9]
- 1950年: 913人、138軒の住居[10]
- 1961年: 803人、152軒の住居[7]
- 1987年: 778人、213軒の居住スペースのある建物[8]

## 行政

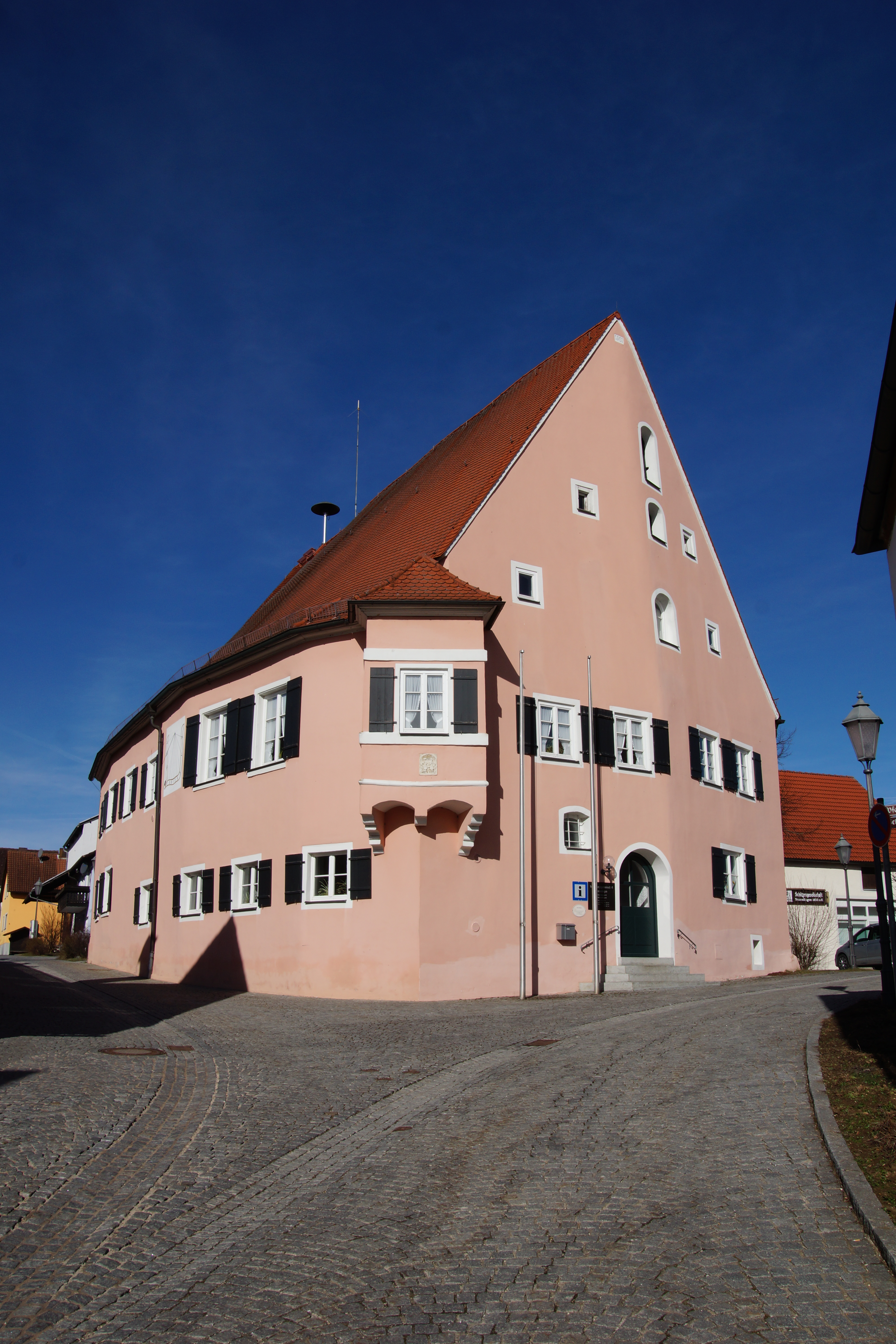
ネンスリンゲンの町役場

### 議会
ネンスリンゲンの町議会は12議席からなる。

### 首長
町長はベルント・ドレッシャーである。

### 紋章
図柄: 金の胸壁の開かれた門から流れる銀と青の水が紋章基部を満たしている。壁の上は左右二分割されている。向かって左は黒地に銀の横帯、向かって右は黒と銀色に上下二分割。
紋章の起源: 1582年に皇帝ルドルフ2世が紋章を授けた。当時の領主であったエーエンハイム家とシェンク・フォン・ガイエルン家の両家の紋章が、この町の紋章の上半分に用いられている。壁と水はアンラウター川の水源を表している。ルートヴィヒ1世は1844年に改めて紋章を授けた。オットー・フップはその紋章台帳の中で、色が確定していなかった壁を赤く塗ったが、元々の紋章文書には「土色の」壁と記されていた。壁の色は1983年に正式に金色と定められた。これは現在の紋章では茶色や土色を用いることができないためである。一部ではまだ赤い壁の紋章も流通しているが、これらは公式な紋章ではない。

## 文化と見所

### 年中行事
2003年から2015年まで、ネンスリンゲンでは毎年8月初めに、Betontod, Normahl, MC Fitti, Dendemann, Slime といった有名なバンドが出演する「プレイグラウンド・オープン・エア・フェスティバル」が開催されていた。

## 経済と社会資本
2020年の税収は117万4千ユーロで、このうち24万7千ユーロが産業税であった。

### 経済
公式統計によれば、2020年にこの町で働く社会保険支払い義務のある就労者は255人、このうち製造業に従事する者は86人、商業および交通業分野は25人であった。この町に住む社会保険支払い義務のある就労者は合計596人であった。また、2016年には43軒の農家があり、農業用地の面積は 1796 ha、このうち 1099 ha が農耕地、697 ha が牧草地などの緑地であった。

### 教育
2022年現在、以下の教育施設がある。
- 幼稚園 1園[19]。2021年現在、定員95人に対して89人が在籍している[20]。
- 基礎課程学校[21]。2020/21年の学年時点で教師数 12人、児童生徒 193人[22]。
  - ネンスリンゲン、ベルゲン、ブルクザラハ、ライテンブーフ学校連盟によって運営されていた国民学校が、2011/12年の学年に基礎課程学校および中等学校に改編された。中等学校は生徒数減少のために2013/14年の学年末で廃校となった。基礎課程学校では1年生から4年生までしかない。

## 人物

### 出身者
- カール・マック・フォン・ライベリヒ（ドイツ語版、英語版）（1752年 - 1828年）オーストリアの将軍

## 関連図書
- Johann Kaspar Bundschuh (1801). “Nenslingen”. Geographisches Statistisch-Topographisches Lexikon von Franken. Band 3: I–Ne. Ulm: Verlag der Stettinischen Buchhandlung. pp. 726–727 2022年4月29日閲覧。
- Gottfried Stieber (1761). “Nenslingen”. Historische und topographische Nachricht von dem Fürstenthum Brandenburg-Onolzbach. Schwabach: Johann Jacob Enderes. pp. 597–600 2022年4月29日閲覧。
- Pleikard Joseph Stumpf (1853). “Nensling”. Bayern: ein geographisch-statistisch-historisches Handbuch des Königreiches; für das bayerische Volk. München: Zweiter Theil. p. 720 2022年4月29日閲覧。